# Ульциферов, Олег Георгиевич
Олег Георгиевич Ульциферов (27 ноября 1932, Ростов-на-Дону, РСФСР, СССР — 18 января 2014, Москва, Россия) — советский и российский учёный, индолог-лингвист, доктор филологических наук, профессор, дипломат. Советник 1 класса. Заслуженный деятель науки Российской Федерации (1998).

## Биография
Родился в Ростове-на-Дону 27 ноября 1932 года. После окончания средней школы, в августе 1950 года поступил в Московский институт востоковедения.
После закрытия в 1954 году Московского института востоковедения, переведён на факультет международных отношений в МГИМО.
В 1955 году с отличием окончил институт и был рекомендован в аспирантуру, однако с 1956 года работал на кафедре индийских языков преподавателем.
В 1962 году призван в ряды Советской Армии. Служил в подразделении специального назначения ГРУ.
В 1970 году вернулся на кафедру МГИМО.
В 1975—1979 годах работал в Индии представителем Союза советских обществ дружбы и культурных связей с зарубежными странами, советником посольства СССР.
С 1990 года заведующий кафедрой индийских языков МГИМО.
С 1995 года заведующий кафедрой индоиранских языков МГИМО.
С 1999 по 2004 годах являлся заведующим кафедрой индоиранских и африканских языков МГИМО.
Умер 18 января 2014 года в Москве. Похоронен на Митинском кладбище.

## Научные труды
- Диссертация «Сложносочиненные предложения в современном литературном языке хинди» (на соискание ученой степени кандидата филологических наук, МГИМО, 1963)
- Диссертация «Семантико-синтаксический анализ глагольных и именных конструкций» (на соискание ученой степени доктора филологических наук, МГИМО, 1987)

Монографии:
- Словосочетания в хинди. — М.: изд-во «Наука», 1972. — 22 п. л.
- Хинди ме крийа («Глагол в хинди»). — Дели: изд-во «Параг», 1979. — 22 п. л.
- Хинди ка вйавахарик вйакаран («Практическая грамматика языка хинди»). — Дели: «Всеиндийская ассоциация институтов хинди», 1992. — 33 п. л.
- Грамматический словарь-справочник современного литературного языка хинди. — М.: РИО МГИМО, 1993. — 16 п. л.
- Индия. Карманная энциклопедия. — М.: Издательский дом «Муравей-Гайд», 1999. — 13,5 п. л.
- Хинди вакйавинйас (Синтаксис языка хинди). — Дели: «Китабгхар пракашан», 2002. — 22 п. л.
- Индия. Лингвострановедческий словарь. — М.: «Русский язык Медиа», 2003. — 42 п. л.
- Культурное наследие Индии. — М.: «Восток-Запад», 2005. — 46,5 п. л.
- Практическая грамматика современного литературного языка хинди. Фундаментальный курс. — М.: «Восток-Запад», 2005. — 47 п. л.

Словари:
- Хинди-русский учебный словарь. — М.: изд-во «Национальных и государственных словарей», 1962. — 27 п. л.
- Хинди-русский и русско-хинди общеэкономический и внешнеторговый словарь. — М.: изд-во «Советская Энциклопедия», 1974. — 37 п. л. (при участии Б. И. Шуршалина).
- Хинди-русский словарь общественно-политической лексики. — М.: изд-во «Русский язык», 1981. — 33 п. л. (совместно с Н. И. Солнцевой).
- Русско-хинди словарь устойчивых глагольно-именных словосочетаний. — М.: РИО МГИМО, 2002. — 6 п. л. (совместно с А. А. Сигорским).
- Современный русско-хинди словарь. — М.: «Русский язык Медиа», 2004. — 84,4 п. л.

Написал 20 учебников языка хинди, четыре из которых допущены Министерством Высшего и среднего специального образования СССР и Государственным комитетом по высшей школе в качестве учебников для студентов высших учебных заведений. За один из указанных учебников удостоен звания лауреата премии им. Дж. Неру за укрепление индийско-советской дружбы. По этим учебникам ведут занятия все высшие учебные заведения Российской Федерации, где преподается язык хинди. По ним изучают язык хинди и в странах СНГ: Украине, Узбекистане, Таджикистане, а также — в Польше, Болгарии, Чехии, Словакии.

## Награды и почётные звания
- Орден Почёта (Россия) (2013)
- Заслуженный деятель науки Российской Федерации.
- Почётный профессор МГИМО.
- Почётный доктор лингвистики (видьямартанд — «солнце науки») Университета Кангри (высшая учёная степень по лингвистике в Индии).
- Почётный доктор литературы (сахитья махопадхьяя — «великий знаток литературы») Университета хинди в Аллахабаде (высшая учёная степень по литературе в Индии).
- Почётный доктор литературы Харидварского университета «Кангри Гурукул» за пропаганду и развитие языка хинди за пределами Индии.

## Семья
Жена (с 1954 года): Наталия Александровна (р. 15 апреля 1932), выпускница МГИМО 1955 года, работала заведующей секции хинди в издательстве «Прогресс».
Дочь: Ольга Олеговна (в замужестве Волосова; род. 15 сентября 1954), выпускница факультета международных экономических отношений МГИМО (1976), ведущий экономист МИИТ.

## Интересный факт
О. Г. Ульциферов был уполномоченным по правам студентов МГИМО.